# Orteil

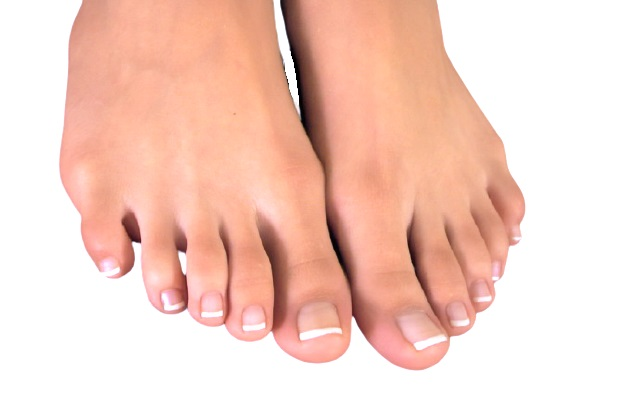
Des orteils.

Chez les Primates, un orteil (du latin : articulus, « articulation »), appelé doigt de pied  dans le langage courant, est un des cinq appendices du pied, analogues aux doigts de la main, mais sans véritable fonction préhensile chez l'humain. Les orteils sont constitués de trois phalanges, à l'exception du premier qui n'en compte que deux. Ils sont numérotés du plus médial au plus latéral : ils sont trivialement appelés  « pouce du pied » ou « gros orteil » pour le premier, les autres orteils sont plus généralement appelés : deuxième orteil, troisième orteil, quatrième orteil ou cinquième orteil. En médecine, ils sont respectivement nommés hallux, secundus, tertius, quartus et quintus.

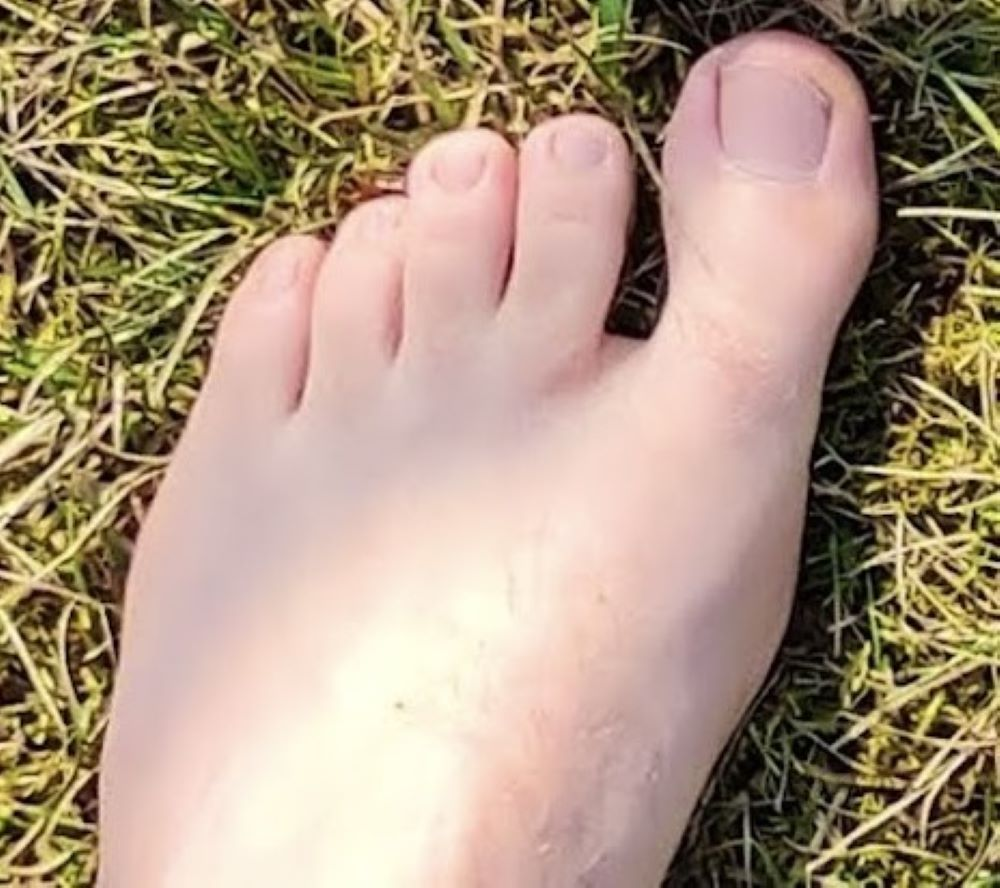
Egyptian foot

## Variabilité
Selon la taille des différents orteils par rapport à leurs voisins, le pied humain est qualifié d'égyptien, de grec, de romain, de germanique ou de celtique : 
- Un pied égyptien est un pied dont les orteils sont de tailles décroissantes en partant du « gros orteil » jusqu'au « petit orteil ». La forme globale des orteils du pied égyptien est donc en biseau.
- Un pied grec est un pied dont le deuxième orteil, en partant du gros, est plus grand que les autres. La forme globale des orteils du pied grec est donc le triangle[3] .
- Quand trois, voire quatre orteils sont presque de longueur égale, on dit que c'est respectivement un pied carré[2] ou romain[4].

## Pathologies

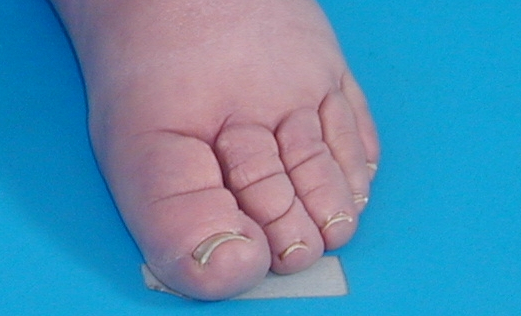
Lymphœdème localisé aux orteils.

Chez l'Homme, les orteils sont sensibles aux fractures, écrasements, engelures. Les ongles et la peau, notamment dans les contextes humides ou de transpiration, peuvent être touchés par des mycoses. Des lymphœdèmes sont parfois localisés aux orteils. Les orteils peuvent être le siège d'une déformation en griffe : on parle d'orteils en griffe ou en marteau. Le réflexe de Babinski est caractérisé par un mouvement réflexe anormal des orteils chez l'adulte.